# Paroisse de La Salle
Pour les articles homonymes, voir La Salle et Comté de La Salle.
La paroisse de La Salle (anglais : La Salle Parish) est une paroisse en Louisiane aux États-Unis d'Amérique. Le siège est la ville de Jena.
Elle était peuplée de 14 282 habitants en 2000. Elle a une superficie de 1 616 km2 de terre émergée et de 100 km2 d’eau. Elle est nommée en l'honneur de René Robert Cavelier de La Salle, qui a découvert les territoires situés entre le Québec et le delta du fleuve Mississippi.
La paroisse est enclavée entre la paroisse de Caldwell au nord, la paroisse de Catahoula à l'est, la paroisse des Avoyelles au sud, la paroisse des Rapides au sud-ouest, la paroisse de Grant à l'ouest et la paroisse de Winn au nord-ouest.  

## Démographie
Lors du recensement de 2000, les 14 282 habitants de la paroisse se divisaient en 86,13 % de « Blancs », 12,20 % de « Noirs » et d’Afro-Américains, 0,64 % d’Amérindiens, 0,18 % d’Asiatiques, ainsi que 0,20 % de non répertoriés ci-dessus et 0,64 % de personnes métissées.
La grande majorité des habitants de la paroisse (97,05 %) ne parlent que l'anglais ; la paroisse comptait 1,25 % qui parle le français ou le français cadien à la maison, soit 167 personnes qui ont plus de cinq ans parlant au moins une fois par jour la « langue de Molière » .

## Municipalités
| - Jena - Midway | - Olla - Tullos | - Urania |